# 仙湖苏铁
仙湖苏铁（学名：Cycas fairylakea）是苏铁属的一個種，為中國特有種，於1996年由中國植物學家王定跃描述發表，因與台灣蘇鐵外形相似而曾被認為是同種，也有學者將其視為四川蘇鐵的一個亞種。2003年時本種僅在廣東有4個野生族群，包括深圳塘朗山、梅林、韶關羅坑與樟市，植株總數不足4000株，其中大多位於深圳的兩個地點，韶關的兩個族群數量僅分別有約10株（1993年左右仍有超過100株）
。本種受棲地破壞、植病與害蟲影響，近年來數量急劇下降，且種子產量漸少，年齡金字塔已呈縮減型，現被IUCN歸為極危物種。